# Annyit ésszel, mint erővel
Az Annyit ésszel, mint erővel a TV2 gameshow-ja, amelyet a játékosok együtt, de egymás ellen is játszanak, és ahol éppúgy szükség van a fizikai erejükre, mint a tudásukra.
A műsor 2017. március 20-án indult el a TV2-n. A műsorvezetője Till Attila volt.

## Története
2017. február 8-án a TV2 Csoport bejelentette az év tavaszi műsorrendjét, és illetve egy fizikai-ügyességi műsort is indít Annyi ésszel, mint erővel címmel. A közleményben arra is kitért, hogy a műsorvezetője Till Attila lesz. 2017 márciusának elején megjelent a műsor kezdési időpontja, amely március 20-án indult el. A műsor kezdetben minden hétköznap este, majd a rossz nézettség miatt április 10-én már heti négyszer, 17-én pedig heti háromszor jelentkezett. A műsor 2017. május 4-én szünetre vonult.
2017 novemberében a műsor befejezte előtt három hét erejéig még visszatért a műsor, de ezúttal le nem adott adásaival, amelyet november 4. és 18. között adtak le a SuperTV2-n.

## Adások
| Évad | Évad | Részek száma | Részek száma      | Első adás          | Utolsó adás           | Műsorvezető | Eredeti adó |
| ---- | ---- | ------------ | ----------------- | ------------------ | --------------------- | ----------- | ----------- |
|      | 1.   | 30           | 27                | 2017. március 20.  | 2017. május 4.        | Till Attila |             |
| 3    | 1.   | 30           | 2017. november 4. | 2017. november 18. | (le nem adott részek) | Till Attila |             |